# Knotenameisen
Die Knotenameisen (Myrmicinae) sind eine Unterfamilie innerhalb der Ameisen (Formicidae). Neben den Knotenameisen zählen in Mitteleuropa noch die Schuppenameisen (Formicinae), die Urameisen (Ponerinae) und die Drüsenameisen (Dolichoderinae) zu den verbreiteten Ameisengruppen.

## Merkmale

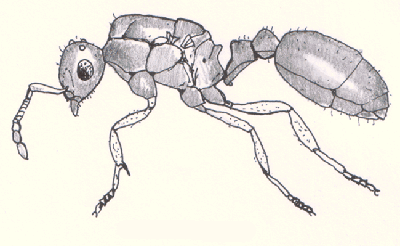
Charakteristisch: Körperbau einer Knotenameise mit zwei Stielchengliedern

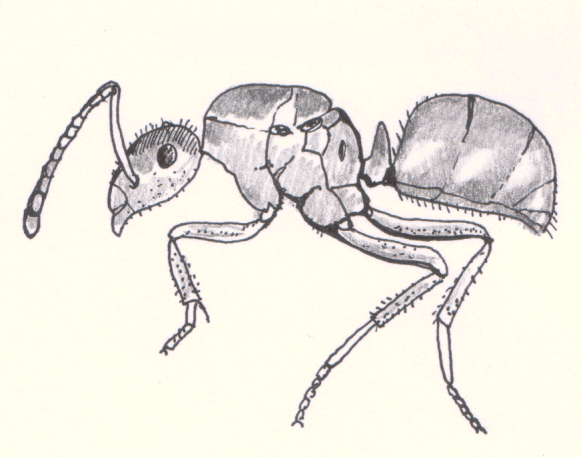
Zum Vergleich: Körperbau einer Schuppenameise mit einem Stielchenglied

Ausschlaggebend für den deutschsprachigen Namen dieser Unterfamilie ist die spezielle Ausformung des Hinterleibs. Bei den Knotenameisen besteht das Stielchen (siehe Abbildungen) im Gegensatz zu den anderen Ameisengruppen aus zwei knotenförmigen Segmenten (Petiolus und Postpetiolus) und ist auch deutlich von der nachfolgenden Gaster abgetrennt.
Das Stielchenglied als bewegliche Verbindung zwischen Brustabschnitt und Hinterleib ist charakteristisch für alle Ameisen. Es ermöglicht ihnen eine größere Bewegungsfreiheit des Hinterleibs, einerseits nach unten, was das Verspritzen von Wehrsekreten nach vorne ermöglicht, andererseits nach oben, was besonders bei der Abgabe von Duftstoffen bevorzugt wird.
Wie bei den Urameisen verfügen alle weiblichen Kasten über einen Giftstachel, der jedoch auch vollständig reduziert sein kann. Larven entwickeln sich stets zu Nacktpuppen.

### Drüsen
Die Metathorakaldrüse, eine bei allen Ameisenarten vorhandene Drüse, die vor allem fungizide und bakterizide Sekrete produziert, enthält bei den Blattschneiderameisen verschiedene, das Wachstum unerwünschter Pilze hemmende Säuren (z. B. Phenylessigsäure und Hydroxy-Hexansäure). Daneben werden in dieser Drüse vor allem das Wachstum des gewünschten Pilzes fördernde Substanzen gebildet.
Verschiedene Drüsen bilden Sekrete nur in sehr geringen Mengen. Diese können als Pheromone der Kommunikation dienlich sein. Einen Extremfall bildet dabei die Knotenameise Solenopsis richteri, deren Pheromon schon in kleinsten Verdünnungen der Wegmarkierung dient. Nur bei der Gattung Crematogaster gibt es an den Beinen eine Tibialdrüse, die ebenfalls Pheromone produziert.

### Larvalentwicklung
Bei den Knotenameisen ist es möglich, dass Larven im Mutternest überwintern; bei bestimmten Arten sogar zwei Jahre. Dies ist normalerweise bei Ameisen nicht möglich, da die Entwicklung der frühen Stadien zu schnell vonstattengeht und so die Larven im Winter schlüpfen und dann erfrieren oder verhungern würden, da alle Brutpflegerinnen wie auch alle anderen Ameisen in der Winterstarre sind. Die Knotenameisen füttern ihre kurz vor dem Winterschlaf geschlüpften Larven mit einer Substanz, die die Entwicklung der Larven stark verzögern und verlangsamen kann. Im Frühjahr werden diese Larven normal weitergefüttert. Durch die lange Entwicklungszeit entstehen ausschließlich Königinnen. Was der Grund dafür ist, weiß man nicht. Es werden auch nur so viele Larven weitergefüttert, wie der Staat Königinnen braucht, da es meistens zu viele überwinterte Larven gibt. Ab einer bestimmten Zeit werden nämlich alle Larven mit dieser entwicklungsverzögernden Nahrung gefüttert.

## Verbreitung
Die bekanntesten Vertreter in Mitteleuropa sind die Große Knotenameise (Manica rubida), die Rote Gartenameise (Myrmica rubra)
und die Trockenrasen-Knotenameise (Myrmica scabrinodis).
Viele Gattungen der Knotenameisen kommen nur in den tropischen und subtropischen Gebieten vor, darunter die Blattschneiderameisen (Gattungen Atta und Acromyrmex), die zudem auf die beiden amerikanischen Kontinente beschränkt sind. Die Blattschneiderameisen ernähren sich nicht von den Blättern, von denen sie Stücke abschneiden, sondern zerkauen diese bloß und verwenden sie als Substrat für eine spezielle Pilzkultur, die ihrer Ernährung dient.
Aus den Tropen und Subtropen nach Mitteleuropa eingeschleppt wurde die Pharaoameise (Monomorium pharaonis). Diese ist zwar sehr temperaturempfindlich und stirbt bei 0 °C, sie hat sich aber an das Leben in beheizten Gebäuden angepasst. Die Besiedelung kann durch Zweignestbildung erfolgen.

## Systematik
Die Knotenameisen sind weltweit mit etwa 7.000 Arten vertreten und stellen damit etwa die Hälfte aller bekannten Ameisenarten.
Sie werden in folgende Tribus und Gattungen untergliedert (Auswahl). Aufgelistete Arten in den Gattungen kommen dabei in Mitteleuropa vor, als Beispiele genannte Arten natürlicherweise nur außerhalb Mitteleuropas:
- Adelomyrmecini
  - Adelomyrmex
  - Baracidris
- Attini
  - Acromyrmex
  - Apterostigma
  - Atta
  - † Attaichnus
  - Cyatta
  - Cyphomyrmex
  - Mycetagroicus
  - Mycetarotes
  - Mycetophylax
  - Mycetosoritis
  - Mycocepurus
  - Myrmicocrypta
  - Pseudoatta
  - Sericomyrmex
  - Trachymyrmex
- Basicerotini
  - Basiceros
  - Creightonidris
  - Eurhopalotrix
  - Octostruma
  - Protalaridris
  - Rhopalothrix
  - Talaridris
- Blepharidattini
  - Blepharidatta
  - Wasmannia
- Cataulacini
  - Cataulacus
- Cephalotini
  - Cephalotes
  - Procryptocerus
- Crematogastrini
  - Chalepoxenus
    - Chalepoxenus muellerianus

  - Crematogaster
    - Crematogaster schmidti
    - Crematogaster scutellaris
    - Crematogaster sordidula

  - Harpagoxenus
    - Harpagoxenus sublaevis

  - Myrmoxenus
    - Myrmoxenus ravouxi

  - Recurvidris
  - Strongylognathus
    - Strongylognathus testaceus
- Dacetini
  - Acanthognathus
  - Colobostruma
  - Daceton
  - Epopostruma
  - Mesostruma
  - Microdaceton
  - Orectognathus
  - Pyramica
  - Strumigenys
- Formicoxenini
  - Formicoxenus
    - Formicoxenus nitidulus

  - Leptothorax
    - Leptothorax acervorum
    - Leptothorax goesswaldi
    - Leptothorax gredleri
    - Leptothorax kutteri
    - Leptothorax muscorum
    - Leptothorax pacis

  - Nesomyrmex
  - Podomyrma
  - Romblonella
  - Temnothorax
    - Temnothorax affinis
    - Temnothorax albipennis
    - Temnothorax clypeatus
    - Temnothorax corticalis
    - Temnothorax crassispinus
    - Temnothorax flavicornis
    - Temnothorax interruptus
    - Temnothorax jailensis
    - Temnothorax lichtensteini
    - Temnothorax luteus
    - Temnothorax nadigi
    - Temnothorax nigriceps
    - Temnothorax nylanderi
    - Temnothorax parvulus
    - Temnothorax recedens
    - Temnothorax saxonicus
    - Temnothorax sordidulus
    - Temnothorax tuberum
    - Temnothorax turcicus
    - Temnothorax unifasciatus
- Lenomyrmecini
  - Lenomyrmex
- Liomyrmecini
  - Liomyrmex
- Melissotarsini
  - Melissotarsus
  - Rhopalomastix
- Meranoplini
  - Meranoplus
  - † Parameranoplus
- Metaponini
  - Metapone
- Myrmecinini
  - Acanthomyrmex
  - † Enneamerus
  - Myrmecina
    - Myrmecina graminicola

  - Perissomyrmex
  - Pristomyrmex
  - † Stiphromyrmex
- Myrmicariini
  - Myrmicaria
- Myrmicini
  - Eutetramorium
  - Huberia
  - Hylomyrma
  - Manica
    - Manica rubida

  - Myrmica
    - Myrmica bibikoffi
    - Myrmica gallienii
    - Myrmica hellenica
    - Myrmica hirsuta
    - Myrmica karavajevi
    - Myrmica lacustris
    - Myrmica lobicornis
    - Myrmica lobulicornis
    - Myrmica lonae
    - Myrmica myrmicoxena
    - Myrmica rubra
    - Myrmica ruginodis
    - Myrmica rugulosa
    - Myrmica sabuleti
    - Myrmica salina
    - Myrmica scabrinodis
    - Myrmica schencki
    - Myrmica specioides
    - Myrmica sulcinodis
    - Myrmica vandeli

  - † Nothomyrmica
  - Pogonomyrmex
  - Secostruma
- Paratopulini
  - Paratopula
- Phalacromyrmecini
  - Ishakidris
  - Phalacromyrmex
  - Pilotrochus
- Pheidolini
  - Anisopheidole
  - Aphaenogaster
    - Aphaenogaster gibbosa
    - Aphaenogaster italica
    - Aphaenogaster subterranea

  - Chimaeridris
  - Goniomma
  - Kartidris
  - † Lonchomyrmex
  - Lophomyrmex
  - Messor
    - Messor structor

  - Ocymyrmex
  - Oxyopomyrmex
  - † Paraphaenogaster
  - Pheidole
    - Pheidole pallidula
- Solenopsidini
  - Carebara
  - Solenopsis (z. B. Solenopsis invicta)
    - Solenopsis fugax

  - Monomorium (z. B. Monomorium pharaonis)
- Stegomyrmecini
  - Stegomyrmex
- Stenammini
  - Ancyridris
  - Bariamyrma
  - Calyptomyrmex
  - Cyphoidris
  - Dacatria
  - Dacetinops
  - Dicroaspis
  - † Ilemomyrmex
  - Indomyrma
  - Lachnomyrmex
  - Lasiomyrma
  - Lordomyrma
  - Proatta
  - Rogeria
  - Rostromyrmex
  - Stenamma
    - Stenamma debile
    - Stenamma petiolatum
    - Stenamma striatulum
    - Stenamma westwoodi

  - Tetheamyrma
  - Vollenhovia
- Tetramoriini
  - Anergates
    - Anergates atratulus

  - Decamorium
  - Rhoptromyrmex
  - Strongylognathus
  - Teleutomyrmex
  - Tetramorium
    - Tetramorium caespitum
    - Tetramorium ferox
    - Tetramorium impurum
    - Tetramorium moravicum
    - Tetramorium hungaricum
    - Tetramorium kutteri